# Биоково
Биоково (хорв. Biokovo) — второй по высоте горный массив в Хорватии, часть Динарского нагорья. Целиком находится на территории жупании Сплит-Далмация. Расположен в направлении с северо-запада на юго-восток вдоль побережья Адриатического моря, между реками Цетиной и Неретвой. Высшая точка — вершина Свети-Юре (1762 м), третья по высоте в Хорватии. 196 км² территории массива составляют природоохранную зону (природный парк). Парк был образован в 1981 году ещё в составе Югославии, затем с 1998 года статус в составе Хорватии.
Массив Биоково поднимается непосредственно от адриатического побережья Далмации. Ближайший город — Макарска. Другие населённые пункты около массива — Вргорац, Тучепи, Брела, Башка-Вода, Подгора, Загвозд, Задварье и Шестановац. Сёла в самом массиве располагаются до высоты 1100 м.
На горе Свети-Юре располагается телевизионная вышка. На вершину ведёт асфальтированная Биоковская дорога длиной 23 км. Въезд в парк расположен в 3 км от Тучепи на автотрассе Макарска — Вргорац. Существует также несколько горных троп, ведущих от побережья к вершинам Биоково.
С Биоково открывается живописный вид на Макарскую ривьеру.

## Вершины[3]
- Свети-Юре (1762 м)
- Троглав (1658 м)
- Свети-Илья (1642 м)
- Щировац (1619 м)
- Кимет (1536 м)
- Велики-Шибеник (1467 м)
- Вошац (1421 м)
- Сутвид (Свети-Вид, 1332 м)
- Буковац (1262 м)

## Галерея

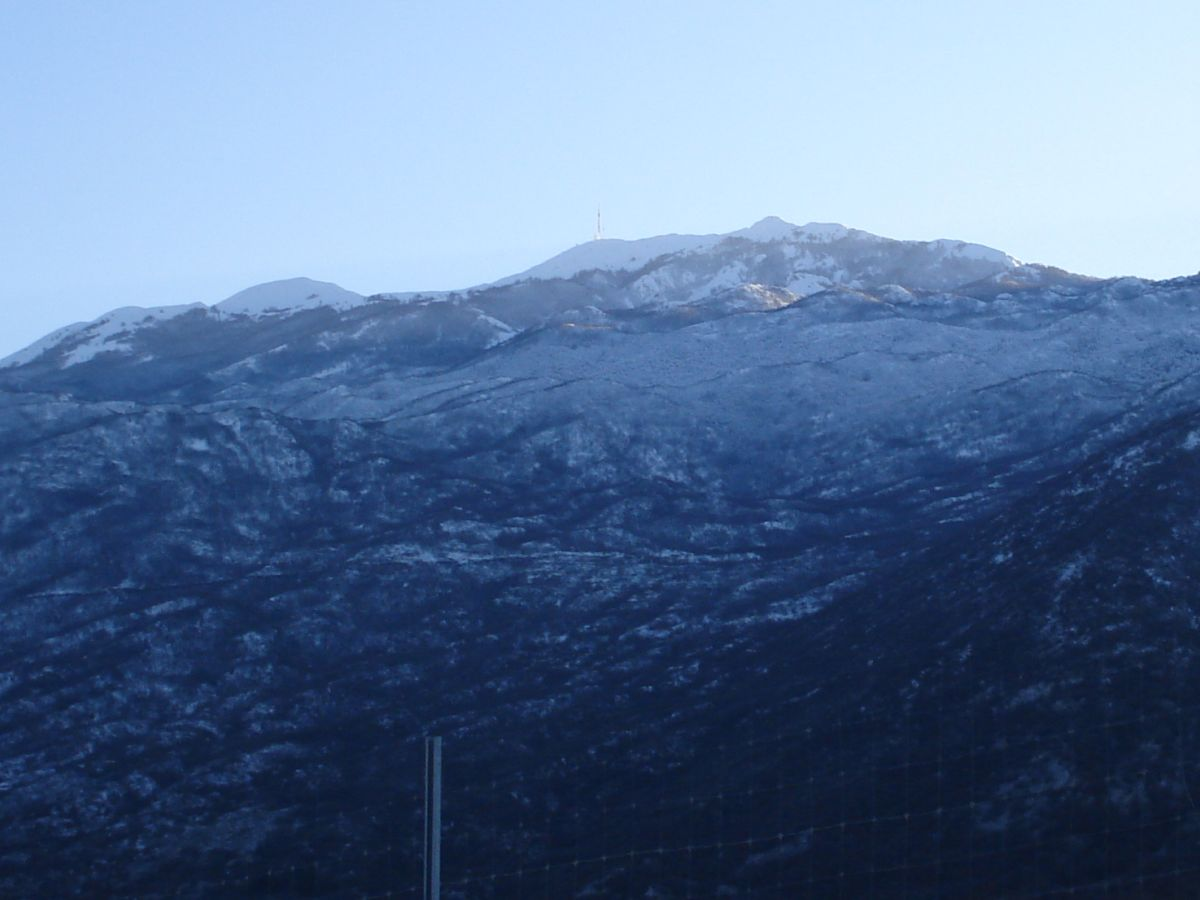
Свети-Юре с северо-восточной стороны — вид с автомагистрали A1
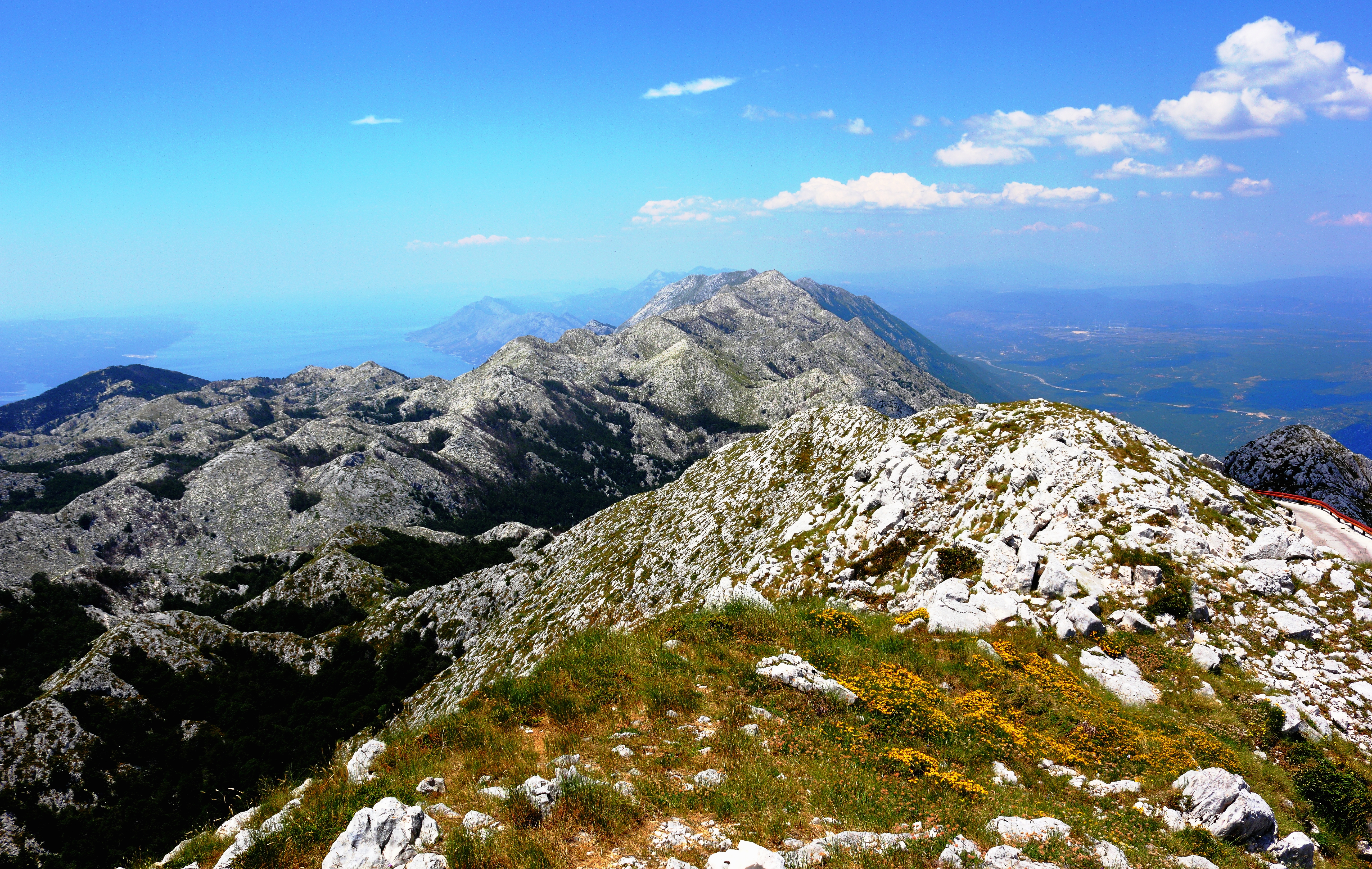
Вид с в. Свети-Юре на северо-запад
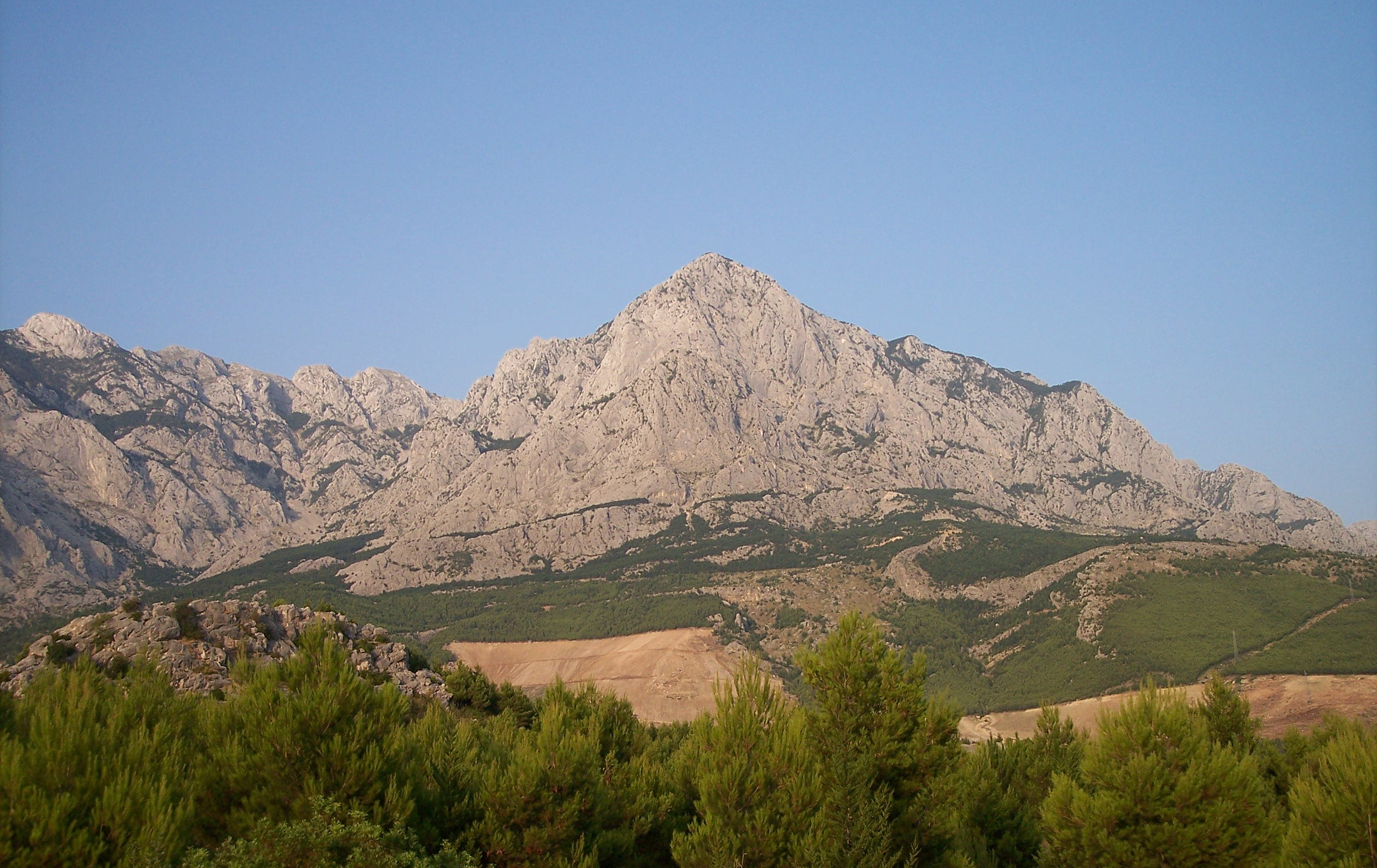
Массив Биоково в Башке-Воде

```

```